# James Jerome Gibson
James Jerome Gibson (McConnelsville, Ohio, 1904. január 27. ‒ Ithaca, New York, 1979. december 11.) amerikai pszichológus.
A 20. század egyik kiemelkedő pszichológusa. A vizuális észlelés területén végzett kutatásokat. Munkásságára hatással volt a gestaltista és behaviorista szemlélet. Az ökológiai megközelítést képviselte.

## Életpályája

### Tanulmányai
A princetoni egyetemen szerezte doktorátusát. Herbert Langfeld volt a tanára. Disszertációját a formaészleléssel kapcsolatban írta, amihez Kurt Koffka munkássága is alapul szolgált.

### Munkássága
Gibson H. C. Warrennek és E. B. Holtnak tulajdonítja, hogy a behaviorista szemlélet felé fordult. Amikor a Smith College-ba ment, Koffka lett a munkatársa. Holt mellett ő volt még nagy hatással Gibson gondolkodásmódjára.
A magatartást és az észlelést vizsgálta, az ingerek észlelése és a viselkedés közötti kapcsolatot. Az ingerek jelentőségének bizonyítására vizsgálatokat végzett. Ezek közül a legismertebb a hadsereg pilótáinak a képességét felmérő vizsgálatok. A háború alatt felhasználták kutatási eredményeit, és segítségével pilótákat képeztek ki. Később a Cornellre ment dolgozni.
Gibson megközelítése eltért a klasszikus behaviorista megközelítéstől. Elmélete a magatartás és a fiziológiai folyamatok kapcsolatát magyarázza.
Hatással volt a behaviorista és a kognitív pszichológiára is.
Az affordancia fogalmát alkotta meg, miszerint az inger egy részét közvetlenül észleljük és reagálunk rá. Ezen képesség kialakulását az evolúciónak tulajdonítja. A közvetlen észlelés fogalmát mondta ki. A konstruktív észleléssel együtt az észlelés során történő feldolgozásról alkotott elméletek közé tartozik.

### Közvetlen észlelés
Gibson mondta ki ezt a fogalmat, miszerint nem egy mentális struktúra dolgozza fel az információt. Az észlelő számára egyértelmű információk vannak a vizuális mezőben, amiket közvetlenül von ki a környezetből. Az észlelés aktív folyamat. A tárgyak formája, színe, a mozgás és a mélység segíti az élőlényt abban, hogy azonosítsák a tárgyakat. Ezen elméletével Gibson bizonyította, hogy a vizuális mező ingereinek az észlelésben nagyobb szerepük van, mint ahogy azt előtte gondolták.

## Díjak
- APA Kiemelkedő Tudományos Munkásságért járó díj

## Művei (válogatás)
- The Ecological Approach to Visual Perception (1979)
- The Perception of the Visual World (1950)

## Eleanor Jack Gibson
Gibson tanítványa volt, majd Hull előadásait hallgatta a Yale Egyetemen. Később Gibson felesége lett. A Tudományos Haladás Amerikai szövetségének volt a tagja és ő is megkapta az APA Kiemelkedő Tudományos Munkásságért járó díját. Kutatásainak egyik témája volt a vizuális szakadék.